# Mary Badham
Mary Badham (Birmingham, Alabama, 7 de octubre de 1952) es una actriz estadounidense, conocida principalmente por su papel de Jean Louise "Scout" Finch en To Kill a Mockingbird (1962), papel por el que fue nominada al Óscar a la mejor actriz de reparto. En ese momento, Badham (de diez años de edad) fue la actriz más joven en ser nominada para este galardón. Asimismo, es la hermana menor del director John Badham.

## Carrera
Mary Badham no tenía experiencias previas en el cine antes de aparecer en To Kill a Mockingbird. El Óscar en su categoría fue a otra actriz infantil, Patty Duke por su papel en The Miracle Worker. Durante el rodaje, Badham entabló una relación muy cercana con Gregory Peck, quien interpretaba al padre de Scout, Atticus Finch; ambos mantuvieron buenas relaciones y Badham siempre llamaba Atticus a Peck, hasta la muerte de este en 2003.
Badham también tuvo un papel en "The Bewitchin' Pool", el episodio final de la serie The Twilight Zone. Algunos fragmentos de sus diálogos fueron doblados en la postproducción por la actriz de voz June Foray. También apareció en las películas como Propiedad condenada y Let's Kill Uncle antes de retirarse como actriz.
En 2005 volvió a la interpretación tras la solicitud de Cameron Watson. Badham interpretó un cameo poco convencional junto a Keith Carradine para la película Our Very Own. Watson afirmó que no habría aceptado a ninguna otra actriz para el papel y se las arregló para verse con Badham en Monroeville (Alabama), adonde Badham había sido invitada para presenciar una versión teatral de Matar un ruiseñor.

## Premios y nominaciones
Óscar
| Año  | Categoría               | Película            | Resultado |
| ---- | ----------------------- | ------------------- | --------- |
| 1963 | Mejor actriz de reparto | Matar a un ruiseñor | Nominada  |